# كاسر الحجر الظلي
كاسر الحجر الظلي أو سَفْرِس الظل هو نوع من النباتات المزهرة في جنس كاسر الحجر في فصيلة السفرسيات. مهدها جبال البرنية، وقد أُدخل في أماكن أُخَر في أوربة وجنوب تشيلي.